# Kiwai (Insel)
Kiwai ist eine Binneninsel und die größte Insel im Delta des Flusses Fly, Papua-Neuguinea. Sie ist 59 km lang, vom Dorf Sepe an der Nordspitze bis zum Dorf Samari an der Südspitze, bis zu neun Kilometer breit, hat einen Umfang von 135,3 km und eine Fläche von 359,1 km². Eine sprachliche Studie gab eine Bevölkerung von 4500 für die Insel an, die Volkszählung 2000 wies jedoch nur 2092 Einwohner nach. Die benachbarten Inseln Purutu und Wabuda gehören ebenfalls zu den drei größten Inseln im Fly-Flussdelta.
Kiwai teilt den Fluss in einen Nordarm und einen Südarm. Die Insel ist stark bewaldet und liegt nur wenige Meter über dem Meeresspiegel.
Die Bewohner des Flussdeltas (darunter die Kiwai) leben von Landwirtschaft und Jagd. Kokosnusspalmen, Brotfruchtbäume, Gemüsebananen, Sagopalmen und Zuckerrohr werden kultiviert.
Verwaltungsmäßig gehört die Insel zur Kiwai Rural LLG (Local Level Government area) des South Fly Districts in der Western Province.
Zur Volkszählung 2000 verteilte sich die Bevölkerung von 2092 Personen auf elf Dörfer (ein zwölftes Dorf war unbewohnt) und zwei separate Einrichtungen entlang der Küste:
| Census Unit Number | Name                    | Ward       | Haushalte | Bevölkerung männlich | Bevölkerung weiblich | Bevölkerung insgesamt | Koordinaten            |
| ------------------ | ----------------------- | ---------- | --------- | -------------------- | -------------------- | --------------------- | ---------------------- |
| 002                | Agobaro                 | 11 Sagasia | 22        | 62                   | 63                   | 125                   | 8,6328° S, 143,6153° O |
| 009                | Ipisia                  | 11 Sagasia | 22        | 83                   | 73                   | 156                   | 8,6349° S, 143,6275° O |
| 016                | Sagasia                 | 11 Sagasia | 21        | 89                   | 78                   | 167                   | 8,6142° S, 143,5788° O |
| 023                | Wapaura                 | 11 Sagasia | 0         | 0                    | 0                    | 0                     | 8,5757° S, 143,5341° O |
| 020                | Sepe                    | 17 Sepe    | 17        | 56                   | 48                   | 104                   | 8,4099° S, 143,1947° O |
| 030                | Auti                    | 17 Sepe    | 18        | 60                   | 63                   | 123                   | 8,4598° S, 143,2269° O |
| 008                | Iasa                    | 18 Samari  | 28        | 103                  | 121                  | 224                   | 8,6255° S, 143,5041° O |
| 015                | Oromosapuo              | 18 Samari  | 27        | 103                  | 105                  | 208                   | 8,6488° S, 143,6386° O |
| 018                | Samari                  | 18 Samari  | 38        | 143                  | 159                  | 302                   | 8,7007° S, 143,6153° O |
| 019                | Samari Community School | 18 Samari  | 3         | 9                    | 15                   | 24                    | 8,712° S, 143,6266° O  |
| 020                | Samari Health Centre    | 18 Samari  | 1         | 4                    | 0                    | 4                     | 8,712° S, 143,6148° O  |
| 027                | Saguane                 | 18 Samari  | 1         | 4                    | 2                    | 6                     | 8,6623° S, 143,5882° O |
| 012                | Kubira                  | 23 U'Uwo   | 35        | 107                  | 113                  | 220                   | 8,5397° S, 143,3709° O |
| 022                | U'Uwo                   | 23 U'Uwo   | 36        | 223                  | 206                  | 429                   | 8,4704° S, 143,3229° O |

Das größte Dorf, Uʻuwo mit 429 Einwohnern, liegt an der Nordküste. Das zweitgrößte Dorf, Samari, liegt an der Südspitze der Insel.